# نيشا أغاروال
نيشا أغاروال هي ممثلة هندية ظهرت في أفلام سينما تيلوجو، مالايالامية والتاميلية.هي الشقيقة الصغرى للممثلة كاجال أغاروال.